# 星 (クルアーン)
『星』とは、クルアーンにおける第53番目の章（スーラ）。62の節（アーヤ）から成る。マッカ啓示に分類される。

## 内容

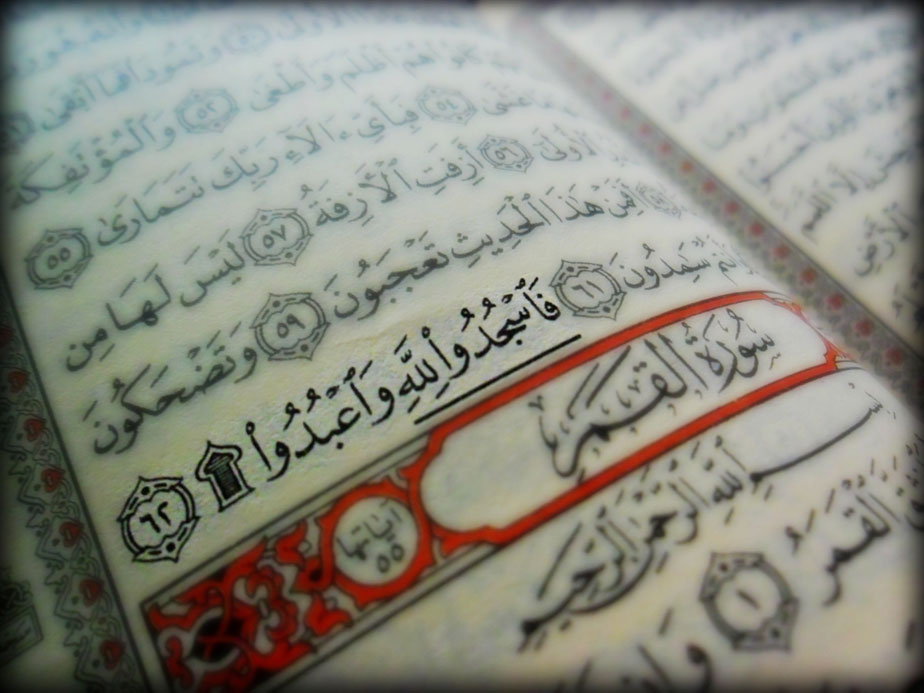
最終節。最後にサジダ記号がある。

冒頭の「沈みゆく星にかけて（誓う）」から、この題名が採られている。
啓示の正しさ、アッラーフの万有などについて述べられる。
14 - 16節にスィドラ（聖木）という語がある。49節にシリウスが出現する。
最終節の62節はサジダ節。多くのハディースによると、この章は信者にサジダの実行を要求した最初の章とされる。

## ガラーニークの逸話
19節から20節にかけ「あなたがたは、アッラートとウッザーを（何であると）考えるか。それから第三番目のマナートを」とイスラーム以前の多神教の神々について言及される。『悪魔による啓示』としても知られる『ガラーニークの逸話』では、シャイターン（悪魔）のまやかしによりこれに続けて「それらは偉大な白鳥（グルヌーク）のようだ。彼女たちの執り成しが期待される」の文言があったとされる。伝承では、これを聞いた多神教を信じる人々は喜んだが、その夜ジブリールがムハンマドの元に現れ、それは神による啓示ではないと伝えた。これを聞いたムハンマドは悲しみ、その部分を取り除いたとされる。アンカラ大学のイブラーヒム・サルチャムは、タバリーやイブン・サアドなどの歴史家が残したとされるこの伝承と『悪魔の詩』を取り上げ、伝承がイスラーム批判に用いられる場合があると述べた。